# Frolesworth
 (octobre 2023).
Frolesworth est une paroisse civile et un village du Leicestershire, en Angleterre.